# لی جون (بازیکن واترپلو)
لی جون (انگلیسی: Li Jun؛ زادهٔ ۱۸ اکتبر ۱۹۸۰) بازیکن واترپلو اهل چین بود.
وی در مسابقات کشوری و بین‌المللی در مجموع برندهٔ ۱ مدال طلا، ۱ مدال برنز شده‌است.